# India község
India község (szerbül Општина Инђија / Opština Inđija) közigazgatási egység (község, járás) Szerbiában, a Vajdaságban, a Szerémségi körzetben. Földrajzilag főleg a Szerémség északkeleti részén, a Tarcal-hegység délkeleti oldalán, a Dunától délre fekszik; egy kis része nyúlik csak át Bácskába. Központja India városa, emellett 10 falu tartozik még hozzá.

## Települései
| Magyar név             | Szerb név (cirill)      | Szerb név (latin)       | Népesség (2011) |
| ---------------------- | ----------------------- | ----------------------- | --------------- |
| Béska                  | Бешка                   | Beška                   | 5747            |
| Csortanovce            | Чортановци              | Čortanovci              | 2259            |
| India                  | Инђија                  | Inđija                  | 25 988          |
| Jarkovce               | Јарковци                | Jarkovci                | 584             |
| Kereked vagy Kercsedin | Крчедин                 | Krčedin                 | 2410            |
| Lyukó                  | Љуково                  | Ljukovo                 | 1505            |
| Maradék                | Марадик                 | Maradik                 | 2101            |
| Szalánkeménszőlős      | Сланкаменачки виногради | Slankamenački Vinogradi | 250             |
| Újkarlóca vagy Szász   | Нови Карловци           | Novi Karlovci           | 2853            |
| Újszalánkemén          | Нови Сланкамен          | Novi Slankamen          | 2966            |
| Szalánkemén            | Стари Сланкамен         | Stari Slankamen         | 541             |

## Etnikum
2001-ben az összes település szerb többségű volt, kivéve Szalánkeménszőlőst, amelynek lakosai többségében szlovákok (2011-ben 253 lakosból 192 fő.)
A magyarok száma 962 fő volt, akik főleg Maradékon és Indiában laktak.